# Ester Baitz
Ester Baitz, coniugata Padoan (Trieste, 22 marzo 1934 – 31 dicembre 2020), è stata una cestista italiana.

## Carriera
Ha disputato con l'Italia i Campionati europei del 1952 e del 1954.